# 25256 Imbrie-Moore
25256 Imbrie-Moore este un asteroid din centura principală de asteroizi.

## Descriere
25256 Imbrie-Moore este un asteroid din centura principală de asteroizi. A fost descoperit pe 28 octombrie 1998 la Socorro, New Mexico, în cadrul proiectului LINEAR. Asteroidul prezintă o orbită caracterizată de o semiaxă mare de 2,45 ua, o excentricitate de 0,17 și o înclinație de 2,2° în raport cu ecliptica.